# Cervello Madre
Il Cervello Madre (in inglese Mother Brain) è un personaggio immaginario e una degli antagonisti principali della serie di videogiochi Metroid. Appare sempre sotto forma di boss, più precisamente come boss finale di Metroid e Super Metroid, e boss semplice in Metroid: Zero Mission.

## Storia

Il Cervello Madre come appare per la prima volta in Metroid

Il Cervello Madre fu inizialmente creato dai Chozo come computer di sicurezza di Zebes e banca dati delle loro scoperte e invenzioni. Cervello Madre, però, era dotata di una propria personalità e, quando scoprì che una "discendente" dei Chozo, stando alle loro profezie, avrebbe portato gloria alla loro specie e pace nella galassia, non poté trattenersi dal credere che lei fosse quella persona. Tuttavia, un giorno i Chozo tornarono su Zebes con una bambina di nome Samus Aran, ultima superstite di una colonia umana attaccata dai Pirati Spaziali.
Inizialmente, Cervello Madre aiutò la bambina, consigliando ai Chozo di darle un DNA Chozo affinché potesse sopravvivere all'atmosfera di Zebes e, con l'aiuto di diversi droni, l'addestrò nel combattimento e fu in quel periodo che realizzò che forse i Chozo credevano che Samus sarebbe stata la loro discendente della profezia.
Le ambizioni dell'AI crebbero ulteriormente quando i Chozo scelsero di non rivelare alla Federazione Galattica dei Metroid da loro creati per contenere i Parassiti X su SR-388. Vedendo del potenziale sprecato, Cervello Madre, il giorno in cui i Pirati Spaziali invasero Zebes, non aumentò le difese, bensì le abbatté e non solo aiutò i Pirati con l'invasione, aiutata da uno dei Chozo più severi e rigidi, Voce Grigia, ma divenne pure il loro capo. Quando Samus, andata in avanscoperta per conto della Federazione Galattica (alla quale si era unita), scopri le intenzioni di Cervello Madre, dei Metroid e che con i Pirati era presente pure Ridley, colui che era a capo dell'incursione e del massacro presso la sua colonia natale. Voce Grigia si rivelò essere contrario al piano di Cervello Madre e che si era finto suo alleato solo per disattivarla, ma Ridley lo uccise prima che potesse farlo e i Pirati furono, apparentemente, sconfitti durante un attacco da parte della Federazione.
Tuttavia, in quei pochi anni di silenzio, i Pirati stavano venendo istruiti da Cervello Madre riguardo non solo alle tecnologie dei Chozo, ma anche sui Metroid e, non appena la Federazione ne venne a conoscenza, Cervello Madre mandò una pattuglia di Pirati a rubare alcuni esemplari catturati dalla Federazione. In Metroid, Samus, venuta a conoscenza di ciò, viene incaricata dalla Federazione di dirigersi su Zebes e fermare i Pirati, Cervello Madre e i loro Metroid. Sconfitti i due generali Kraid e Ridley, Samus raggiunse Cervello Madre e la distrusse, causando l'autodistruzione del suo centro di controllo. Ridley, che era sopravvissuto grazie a delle protesi meccaniche, incaricò al resto dei superstiti di rimettere insieme Cervello Madre e Kraid, poi se ne andò a guidare il resto dei Pirati Spaziali per tutto il periodo della Guerra del Phazon al fianco di Samus Oscura.
Nel frattempo, i Pirati avevano rimesso in sesto Cervello Madre e, quando Ridley tornò, fu incaricato dall'AI di dirigersi su SR-388 a prendere un esemplare di Metroid, in quanto loro habitat. Ridley fallì nella sua missione, in quanto Samus si era diretta sul pianeta per conto della Federazione per estinguere i Metroid, ma ne lasciò in vita uno che Ridley rapì in Super Metroid, e lo portò su Zebes. Mentre Samus si faceva strada per il nuovo e ristrutturato covo di Zebes, Cervello Madre aveva già iniziato a clonare e mutare il piccolo Metroid, non temendoli in quanto poteva controllare il loro sistema nervoso e, di conseguenza, le loro azioni, tutte meno quelle del Metroid originale, devoto a quella che, per imprinting, considerava sua madre: Samus.
Samus, dopo aver eliminato i Pirati Spaziali, i loro generali e Ridley, raggiunse Cervello Madre e la sconfisse facilmente. Tuttavia, l'AI aveva imparato dai suoi errori e, quando Samus cantò vittoria troppo presto, l'AI, non più confinato dentro una giara, rivelò il suo enorme corpo robotico e la sua nuova arma: l'iperraggio, che poteva drenare buona parte dell'energia e inibire le armi della vittima. Sul punto di dare il colpo di grazia, il piccolo Metroid, mutato in un Super Metroid, assorbì le energie di Cervello Madre e l'iperraggio e li travasò su Samus, ma Cervello Madre si era ripresa e colpi il Metroid fino ad ucciderlo. Furiosa, Samus scaricò tutte le forze dell'iperraggio su Cervello Madre, fino a polverizzarla e a farle attivare, prima di morire, l'autodistruzione dell'intero pianeta.
Tornata alla Federazione Galattica per riportare l'estinzione dei Metroid e dei Pirati Spaziali, a Samus fu data una ripulita alla tuta dalla quale gli scienziati della Federazione trovarono DNA del Super Metroid e iniziarono a clonarlo illegalmente sulla Stazione di Ricerca Arca. Tuttavia, per poterli controllare, era necessaria un Cervello Madre che potesse tenerli a bada. Per loro fortuna, anche i residui dell'AI furono trovati sulla tuta e con essi, fu creato un androide umano battezzato MB, successivamente rinominata Melissa Bergman dal suo tutore, e figura materna, la Dottoressa Madeline Bergman. Con un nuovo inizio, Cervello Madre decise di usare le sue conoscenze per il bene della galassia e non per i suoi fini egoistici, lavorando sulla Stazione Arca. Tuttavia, quando MB mostrò compassione per le povere cavie torturate dagli esperimenti degli scienziati, si ribellò e gli scienziati tentarono di spegnerla. Ma MB si scatenò e con lei anche le creature della Stazione. Quando una pattuglia della Federazione e Samus ricevettero un SOS lanciato da Madeline (risparmiata sotto ordine di MB), MB si spacciò per lei e uccise alcuni membri della squadra della Federazione, poi, quando sembrò rimasta solo Samus, che aveva appena scoperto la verità, tentò di ucciderla di persona, ma la Federazione, che non voleva che le loro attività illegali venissero a galla, giunse sul luogo e, approfittando di un colpo gelante sparato da Madeline, crivellò la congelata MB. Samus non poté pensare che, sotto sotto, Cervello Madre stava cercando di fare del bene e che magari, il vero cattivo era quello che reputava suo alleato.

## Altri media
Il Cervello Madre compare come antagonista principale nella serie animata Un videogioco per Kevin - Captain N. Nell'adattamento italiano della serie però il suo nome è stato modificato in Perfidia.
Il personaggio è comparso anche come assistente nel videogioco Super Smash Bros. for Nintendo 3DS e Wii U.